# Pastă termoconductoare
Pasta termoconductoare, cunoscută și ca pasta termică și la care unii se referă ca la „pasta pentru procesor”, se folosește la Sisteme Desktop PC și la laptopuri pentru a ajuta la transferul căldurii de la componentă, la radiatorul ce va disipa căldura. Cu ajutorul ei piesa este răcită mult mai eficient. Rolul pastei termoconductoare este să „umple” spațiile și golurile dintre talpa radiatorului și partea de contact a piesei. Aceste spații și goluri dacă ar exista s-ar comporta ca un izolator termic, ducând astfel la supraîncălzirea componentei.
Bineînțeles, aceasta are mult mai multe aplicații, putând fi folosită în orice scenariu similar cu cel al sistemelor PC.
Spre deosebire de adezivul termic, pasta termică nu lipește și nici nu adaugă forța mecanică în legătura pe care o creează între cele două piese. Asta înseamna că radiatorul sau coolerul ce va răci componenta, trebuie fixat sub altă formă (cu șuruburi sau un sistem de prindere).
Capacitatea de conductivitate termică se măsoară in W/mK (adică Watt per metru-kelvin). O valoare cât mai mare, denotă o pastă termoconductoare cât mai performantă. Pentru o performanța optimă, se dorește o valoare de minim 8 W/mK.

## Cum se aplică pasta termoconductoare?
Datorită presiunii dintre componentă (procesor sau placă video) și radiator, cel mai important este să se aplice suficientă pastă. Cantitativ, un bob de pastă cam cât un bob mediu de mazăre este suficient.